# نيكولاس بروكس
نيكولاس بروكس (بالإنجليزية: Nicholas Brooks)‏ هو عالم آثار ومؤرخ بريطاني، ولد في 14 يناير 1941 في Virginia Water ‏ في المملكة المتحدة، وتوفي في 2 فبراير 2014.